# Jiménezové
Dynastie Jiménez (španělsky Dinastía Jimena) nebo jen Jiménezové (občas i Jimenovci) byla vládnoucí dynastie na severu dnešního Španělska, která položila základ právě pro budoucí Španělsko. Dynastie vládla v letech 905–1234 v Navarrském království, v letech 930–1162 v Aragonském království a v letech 1029–1126 v Kastilském království.
Zakladatelem této původně baskické dynastie byl pravděpodobně Jimeno Pamplonský, děd navarrských (pamplonských) králů Sancha I. a Garcíi. Někdy je dynastie Jiménez nazývána jako Navarrská dynastie, i když pojem navarrská dynastie může zahrnovat kteroukoliv dynastii, co Navaře vládla.

## Panovníci z této dynastie

### Navarrští králové
Dynastie Jiménez se dostala k moci v Navarrském království tak, že vnuk zakladatele rodu Sancho I. uspořádal s pomocí svého otce koalici okolních vládců proti dosavadní pamplonské (navarrské) vládnoucí dynastii Iñiguez v čele s králem Fortúnem Garcésem (vnuk zakladatele navarrského království). Toho se jim podařilo svrhnout a králem se stal sám Sancho I., čímž započal vládu rodu Jiménezů. Ti ale později sňatkem dcery sesazeného Fortúna a pozdějšího krále Jimena Garcéze svoji vládu legitimizovali.

Mapa držav krále Sancha III.
Navarrské (pamplonské) království
Aragonské hrabství
Kastilské hrabství
Hrabství Ribagorza a Sobrarbe

Rozkvět Navarrského království a vrchol moci Jiménezské dynastie probíhal za vlády krále Sancha III., který bývá nazýván Sancho Veliký, který byl také aragonským a od roku 1029 i kastilským hrabětem. Proto se také sám prohlásil císařem celého Španělska. Ještě před svou smrtí rozdělil své obrovské území mezi své 3 syny, a to tak že nejstarší ale nelegitimní syn Ramiro získal Aragon jako království, druhorozený García získal Navarrské království a poslední Ferdinand získal jak dědictví po matce od otce Kastilii jako království. Ferdinand později získal také království León s Galicií a prohlásil se stejně jako jeho otec císařem celého Španělska. Sanchův nejmladší syn Gonzalo získal po otcově smrti hrabství Ribagorza a Sobrarbe (rodokmen rodu s jednotlivými větvemi je v dolní části článku).
Syn Garcíi V., který nastoupil po zavražděném otci Sanchovi IV., byl v době nástupu teprve čtrnáctiletý. Jeho panování nebylo jednoduché, jelikož už jeho otec válčil s jeho strýcem Ferdinandem Kastilským o pohraniční území. Roku 1068 se Sancho IV. utkal se svými bratranci Sanchem Kastilským a Sanchem Aragonským ve válce tří Sanchů o pohraniční oblasti. Nedlouho poté v roce 1076 byl zavražděn. Navarrské království poté obsadil a byl zvolen králem aragonský král Sancho V. Ramírez, kastilské království získalo natrvalo oblast La Rioja. Téměř na půl století se Navarra dostala pod vládu aragonských králů, z nelegitimní nejstarší linie rodu.
V roce 1134 po smrti aragonského a navarrského krále Alfonse I. nastoupil jeho bratr Ramiro II., ten ale nedokázal Navarru udržet a tam se vlády zmocnil legitimní García VI. Obnovitel, prasynovec zavražděného Sancha IV. Jeho potomci (syn Sancho VI. a vnuk Sancho VII.) vládli v Navaře dalších téměř 90 let, ale smrtí Sancha VII. dynastie vymírá v mužské linii (v době, kdy už v Kastilii i Aragonu vládnou jiné dynastie), a tak trůn přechází na jeho sestru Blanku, která se vlády ujímá jako regentka za novorozeného syna Theobalda. S nástupem Theobalda na trůn končí vláda Jiménezů a navarrskými králi se stávají dosavadní hrabata ze Champagne.
- Sancho I. – (905–925)
- Jimeno – (925–930)
- García III. – (930–970), také aragonský hrabě
- Sancho II. – (970–994), také aragonský hrabě
- García IV. – (994–1000), také aragonský hrabě
- Sancho III. Veliký – (1000–1035), také aragonský a kastilský hrabě
- García V. – (1035–1054)
- Sancho IV. – (1054–1076)
- Sancho V. – (1076–1094), také aragonský král (1063–1094)
- Petr I. – (1094–1104), také aragonský král
- Alfons I. – (1104–1134), také aragonský král
- García VI. – (1134–1150)
- Sancho VI. – (1150–1194)
- Sancho VII. – (1194–1234)
- Blanka Navarrská – sestra Sancha VII., dědička království a regentka za svého syna Theobalda I.

Galerie
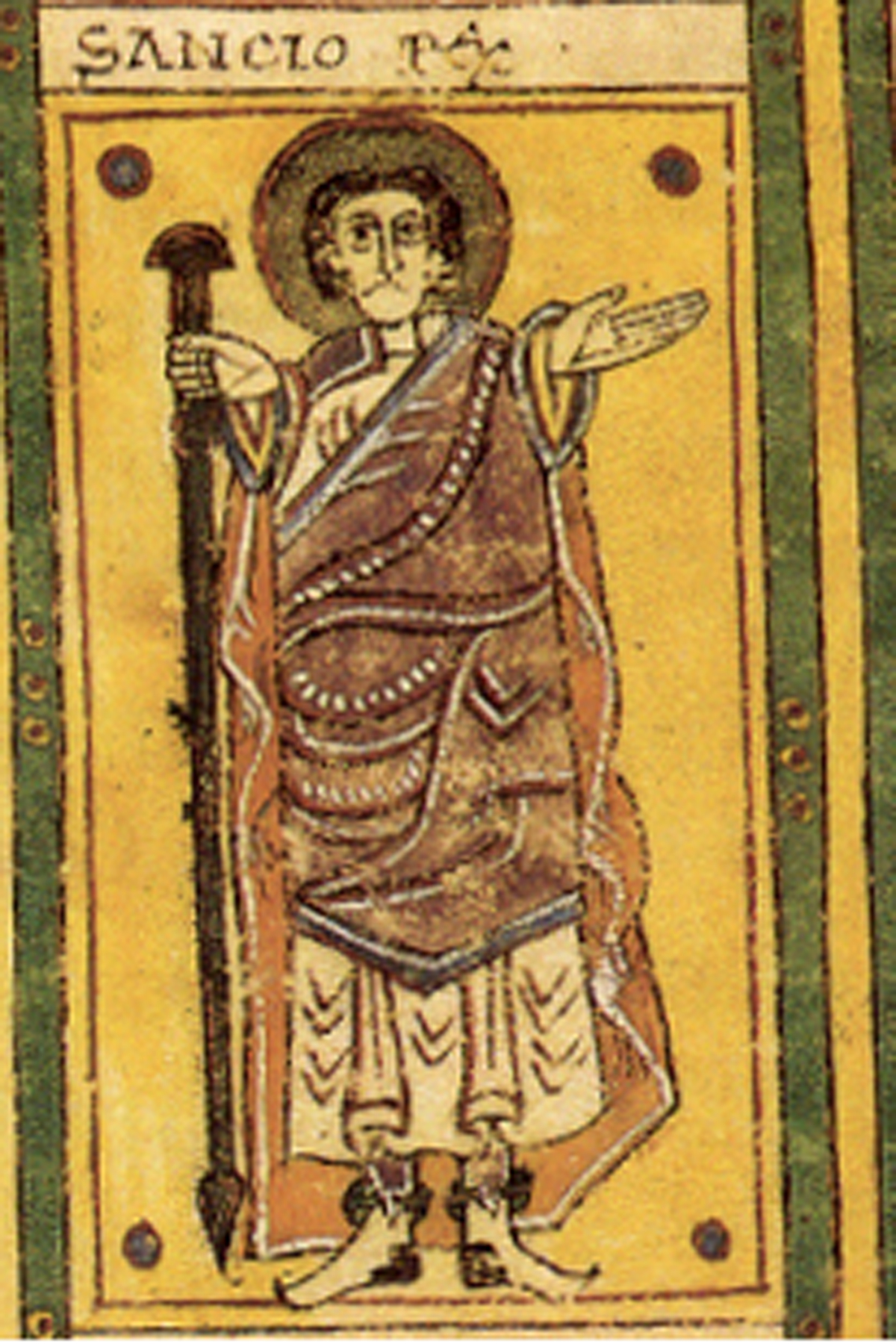
Sancho II.
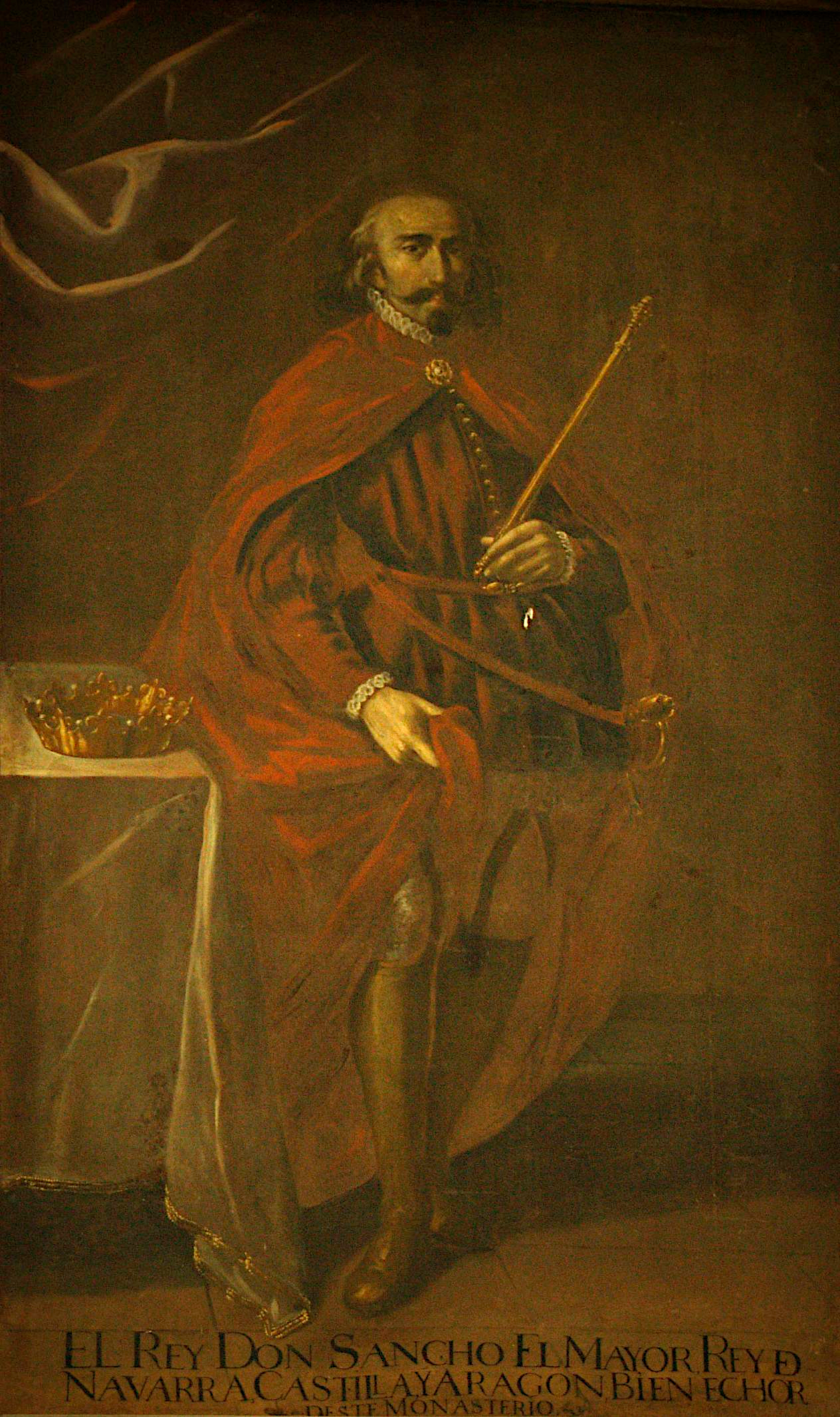
Sancho III.
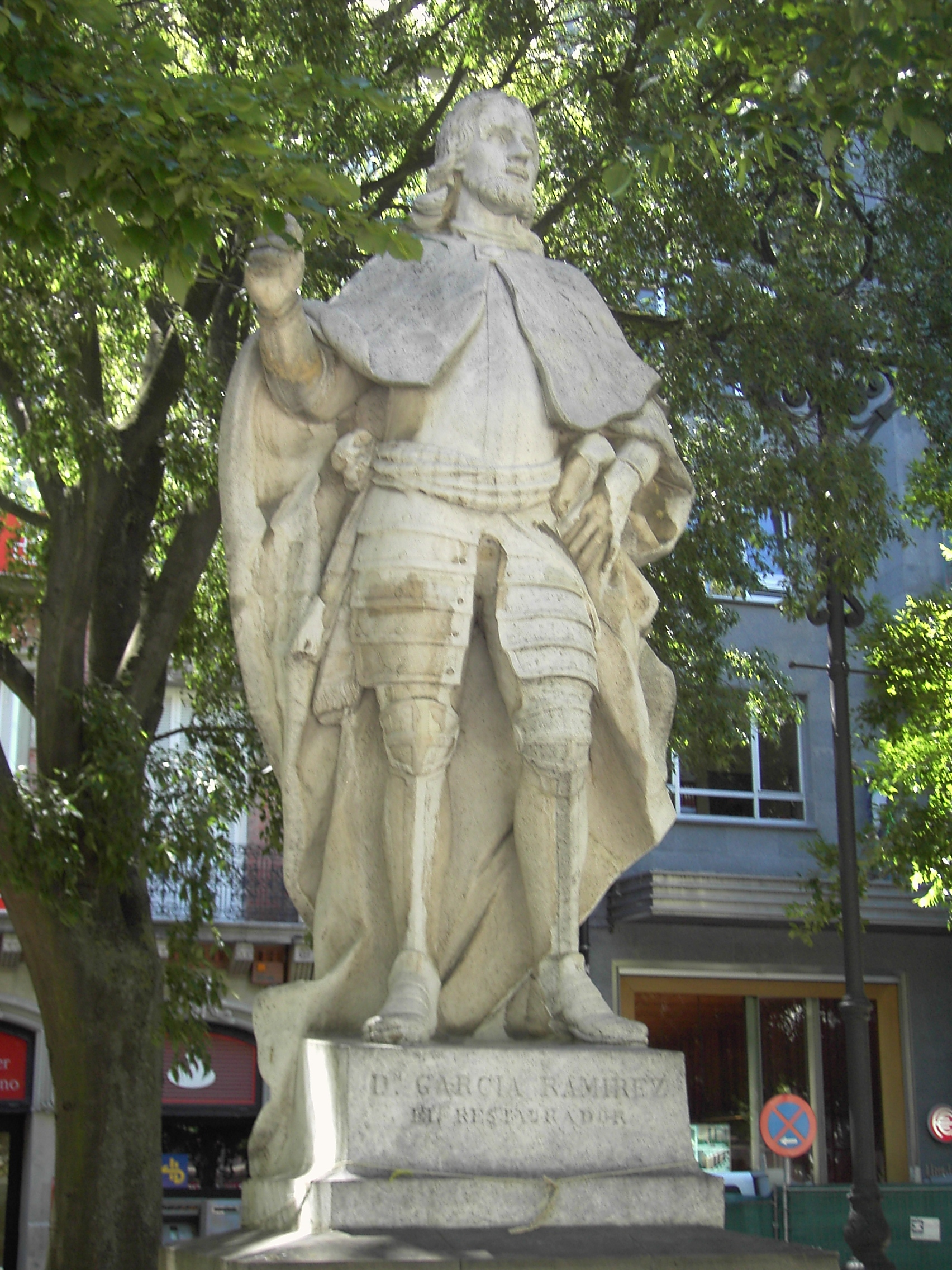
García VI.
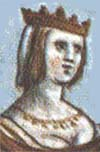
Blanka

### Aragonští králové, hrabata do 1035
V roce 922, díky sňatku dědičky Aragonu s králem Navarry připadlo aragonské hrabství navarrskému králi. Poté vládly navarrští králové téměř století současně také jako aragonská hrabata. Až král Sancho III. Navarrský (který byl také hrabě kastilský) dále významně rozšířil území Navarrského (Pamplonského) království a tak ho před svou smrtí rozdělil takto mezi své syny a Aragon obdržel jako království nejmladší syn Ramiro I. Tato nejmladší větev rodu, ale nevládla Aragonu dlouho, protože jeho potomky ve 3. generaci větev vymírá a sňatkem jeho pravnučky Petronily a barcelonského hraběte Ramona Berenguera IV., přechází vláda na jejich syna Alfonse II. z barcelonské dynastie.
- García III. Navarrský – (925–970), také navarrský král
- Sancho II. Navarrský – (970–994), také navarrský král
- García IV. Navarrský – (994–1000), také navarrský král
- Sancho III. Navarrský – (1000–1035), také navarrský král
- Ramiro I. – (1035–1063), nelegitimní syn Sancha III.
- Sancho I. – (1063–1094), také navarrský král (1076–1094)
- Petr I. – (1094–1104), také navarrský král
- Alfons I. – (1104–1134), také navarrský král
- Ramiro II. – (1134–1157)
- Petronila – (1157–1163)

Galerie
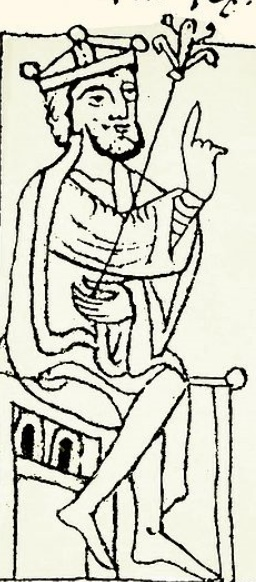
Ramiro I.
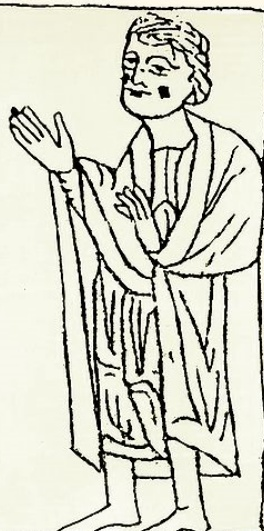
Sancho I. (V.)
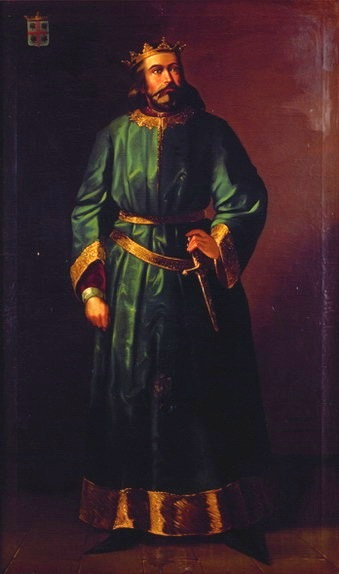
Petr I.
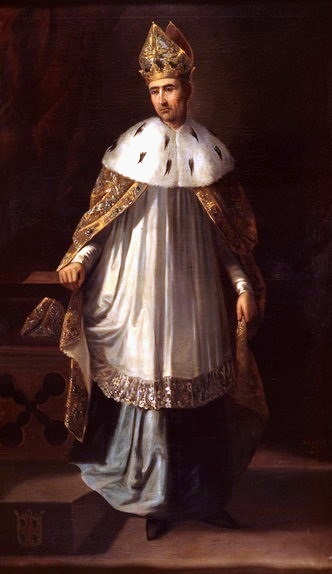
Ramiro II.
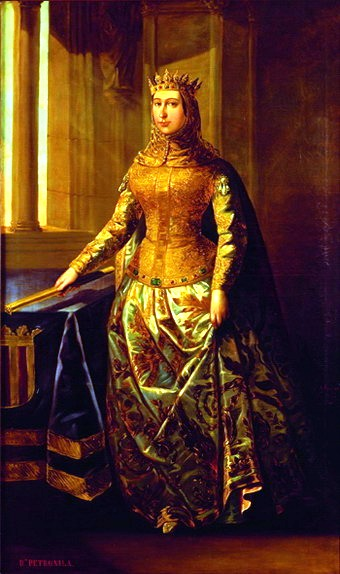
Petronila

### Kastilští králové, hrabata do 1035
Jak postupně slábla závislost kastilského hrabství na Leónu, pojistil moc svého rodu hrabě Sancho výhodnými sňatky svých dcer; Munu Elviru provdal za Sancha Navarrského a Urraku za Bermuda III. Leonského. Když syn Sancha I. Navarrského Garcia II. Sanchez byl po krátké vládě roku 1029 zavražděn, jeho otec král Sancho III. navarrský se zmocnil Kastilie jménem své manželky a udělil ji před svou smrti v roce 1035 jako království svému druhorozenému synovi Ferdinandovi jako dědictví jeho matky. Tím byla odstraněna závislost Kastilie na Leónu. Potom v roce 1037, když leónský král Bermudo III. padl v bitvě proti Ferdinandovi I. a nezanechal po sobě dědice, ovládl Ferdinand I. i království León. Následně se jako král Kastilie a Leónu prohlásil císařem celé Hispánie.
- Sancho III. (I.) – (1029–1035), také navarrský král
- Ferdinand I. Veliký – (1035–1065), král Kastílie a Leónu, Císař Hispánie
- Sancho II. Silný – (1065–1072), král Kastílie a Leónu
- Alfons VI. Statečný – (1072–1109), král Kastílie a Leónu, Císař celé Hispánie
- Urraca – (1109–1126), královna Kastílie a Leónu

Bohužel stejně jako v případě aragonské větve rodu, rod vymřel a posledním kastilským (a leónským) králem byla královna Urraca. Ta si vzala za muže místodržitele Galicie Raimunda Burgundského z vedlejší linie burgundské dynastie Anscaridů. Jejich syn kastilský a leónský král Alfons VII. (z dynastie Burgundsko-ivrejské) zdědil po rodičích téměř veškerá území původního království León.

Galerie
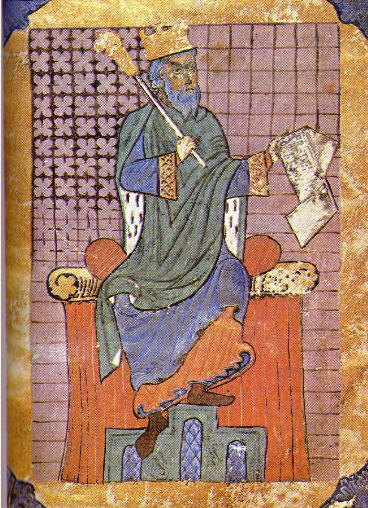
Ferdinand I.
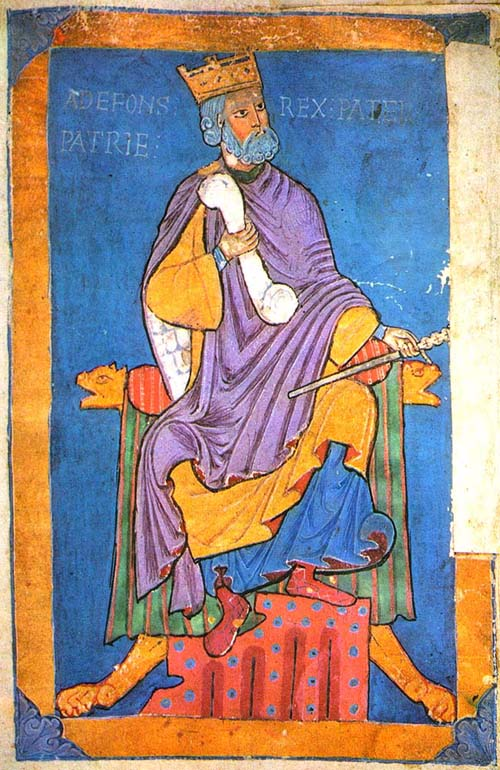
Alfons VI.
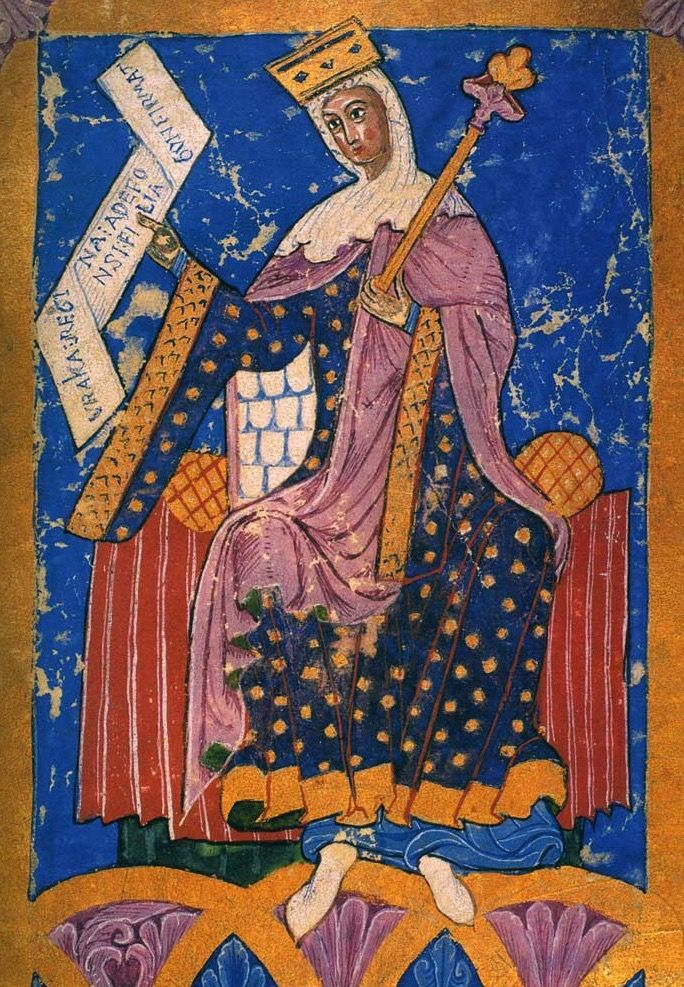
Urraca